# 金澤醫科大學
金泽医科大学（日语：金沢医科大学），是位于日本石川县河北郡的一所私立大学，1972年建校。

## 历史
- 1972年，金泽医科大学建立。
- 1973年，金泽医科大学附属看护学校建立。
- 1974年，金泽医科大学医院建立。
- 1989年，综合医学研究所建立。
- 1995年，通过英国医疗总会（General Medical Council）的审查与认可。
- 1998年，建立高科技研究中心。
- 2007年，附属看护学校升格为看护学部看护学科（4年制）。
- 2008年，接管运营金泽医科大学冰见市民医院。

## 组织机构
- 医学部
  - 医学科
- 看护学部
  - 看护学科
- 研究生院
  - 医学研究科（生命科学方向）
- 附属设施
  - 金泽医科大学医院
  - 金泽医科大学冰见市民医院
  - 能登北部地域医疗研究所
  - 综合医学研究所
  - 研究推进中心
  - 临床模拟中心
  - 国际交流中心
  - 图书馆
  - 出版社

## 国际交流

### 海外合作学校
- 中华人民共和国
  - 中国医科大学
  - 中日友好医院
  - 华中科技大学同济医学院
- 美国
  - 夏威夷大学
  - 佛蒙特大学
  - 索诺马州立大学
  - 得克萨斯农工大学
- 德国
  - 马格德堡大学
- 俄羅斯
  - 雅罗斯拉夫尔国立医科大学（英语：Yaroslavl State Medical Academy）

## 丑闻
- 2018年，日本多所大学的医学部被爆在录取测验中，对女生及往届生给与较低的分数，而对特定学生（如本校毕业生的子女等）给与较高的分数。金泽医科大学也在涉事名单之中。[1]